# Couvertpuis
Couvertpuis is een gemeente in het Franse departement Meuse (regio Grand Est) en telt 88 inwoners (2009).
De plaats maakt deel uit van het kanton Ligny-en-Barrois in het arrondissement Bar-le-Duc. Voor maart 2015 was het deel van het kanton Montiers-sur-Saulx, dat toen werd opgeheven.

## Geografie
De oppervlakte van Couvertpuis bedraagt 8,7 km², de bevolkingsdichtheid is dus 10,1 inwoners per km².

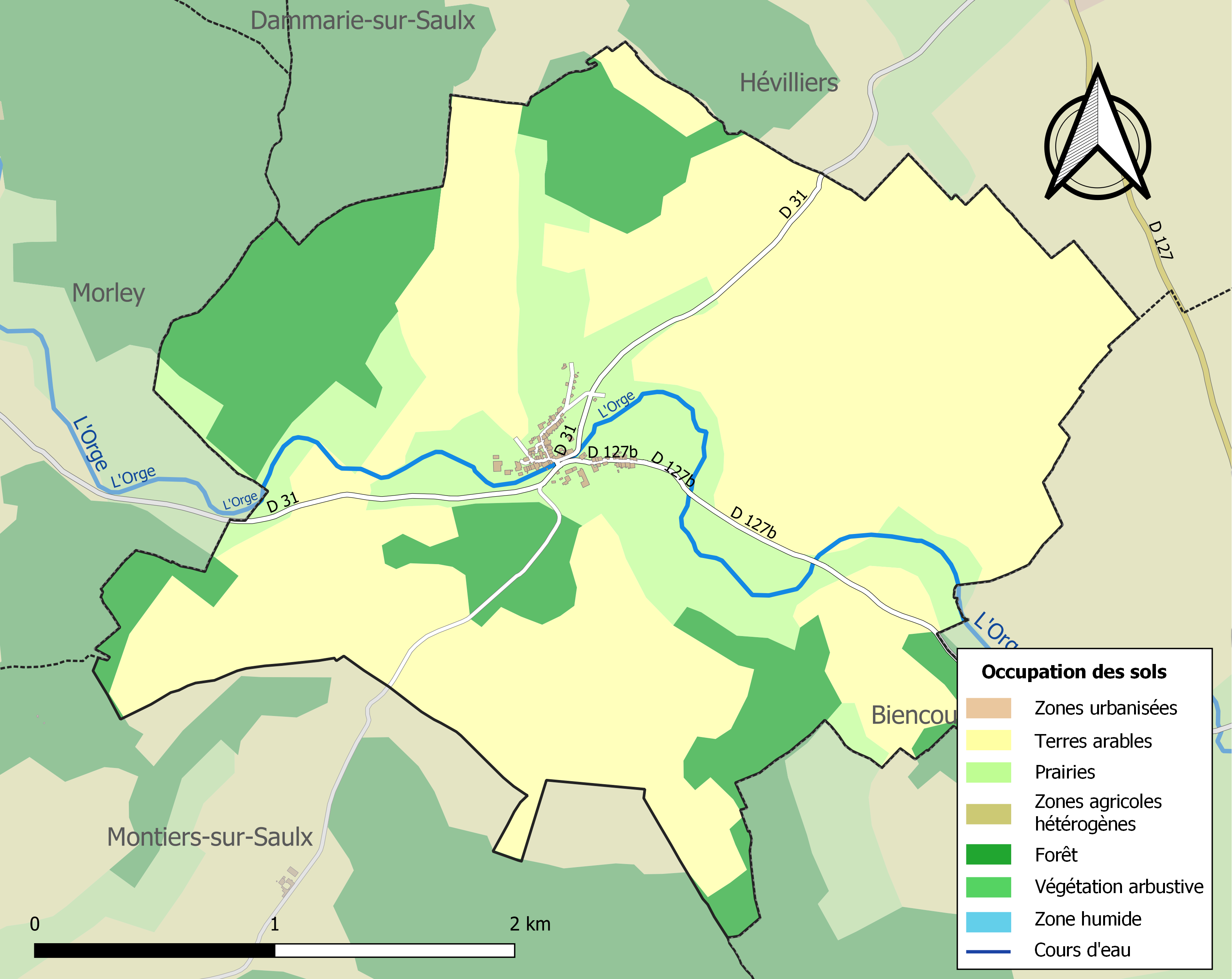
Kaart van de gemeente met de belangrijkste infrastructuur, bodemgebruik en omliggende gemeenten

## Demografie
Onderstaande figuur toont het verloop van het inwonertal (bron: INSEE-tellingen).